# Noël Ilari
Noël Ilari, né à Rennes le 11 septembre 1897 et décédé à Tubuai (Îles Australes) le 2 février 1985, est un officier français, combattant des deux guerres mondiales et homme politique ayant exercé en Polynésie française.

## Biographie
Noël Ilari combat lors de la Première Guerre mondiale qu'il termine au grade de sous-lieutenant. Il arrive en Polynésie en 1934, où il entre en conflit avec les autorités locales en raison de sa contestation des monopoles commerciaux. À la déclaration de guerre de 1939, capitaine de réserve, il demande et obtient du gouverneur Frédéric Chastenet de Géry l'autorisation de se rendre à ses frais en métropole pour combattre et participe ainsi à la campagne de France en juin 1940. Accusant le général de Gaulle de vouloir diviser les Français, il rejoint Vichy et occupe des fonctions au sein du ministère des Sports et de la Jeunesse. Chargé de mission en Polynésie, il se voit refuser l'entrée sur le territoire par Émile de Curton, gouverneur des EFO nommé par de Gaulle. Il poursuit sa mission en Indochine sous les ordres de l'amiral Decoux jusqu'à la fin de la guerre.
Il rentre en France en 1946, puis en Polynésie où en 1947 il est accusé d'un complot en association avec   Pouvanaa Oopa  , incarcéré plusieurs mois, acquitté , mais interdit de séjour à Tahiti  . Alors il devient exploitant agricole et instituteur à Tubuaï  aux îles Australes, vivant sur une propriété de 120 hectares qu'il baptise "Ermitage Sainte-Hélène". Élu à l'Assemblée Territoriale sous l'étiquette du RDPT, il en devient président en octobre 1953. Walter Grand, ancien Français Libre, lui succède en juin 1955.
N'étant pas réélu en 1957, Ilari se retire de la vie politique. 
Il décède et est enterré sur sa propriété en 1985.

## Distinctions
- Officier de la Légion d'honneur[Quand ?]